# Buchenwaldmonument
Het Buchenwaldmonument is een monument geplaatst op begraafplaats De Nieuwe Ooster.
Het monument, in de vorm van een grafsteen, werd op 26 oktober 1955 onthuld. Er werd toen een week eerder een urn begraven waarin as van slachtoffers en aarde opgeslagen werden uit Buchenwald, Putten (Razzia van Putten), Lidice (slachting), Dachau, Warschau, Auschwitz en Oradour-sur-Glane (Bloedbad van Oradour-sur-Glane). Mensen hadden de as en aarde verzameld en naar Buchenwald meegebracht ter viering van de tiende verjaardag van de bevrijding van dat kamp. Vervolgens werd alles verzameld in een urn die meegenomen werd naar Amsterdam. Aan de onthulling ging een stille tocht vooraf die begon op het Jonas Daniël Meijerplein.

De Zeeuwse kunstenaar Herman Schutte (1908-1964 en overlever van Kamp Vught) ontwierp een beeld bestaande uit twee handen die uit het graf omhoogsteken en een stenen urn vasthouden. Op de legsteen zijn teksten te lezen:
Aarde uit alle martelplaatsen van Europa ten tijde van de nazi-overheersing werd bijeengebracht te Buchenwald en hier in een urn begraven
Mensen weest waakzaam (J. Fuçik)
Jaarlijks werden er op 11 april herdenkingsdiensten gehouden; de laatste vond plaats in 2018. Er waren toen nog maar weinig belangstellenden. De dienst er opgenomen in de algemene herdenkingsdienst op 4 mei, al kon men privé de herdenking op 11 april voortzetten. 